# 배리 설리번
배리 설리번(Barry Sullivan, 1912년 8월 29일 ~ 1994년 6월 6일)은 미국의 배우이다.

## 영화
- 풍운의 캐러밴 (1978년)
- 오, 하느님! (1977년)
- 생존 (1976년)
- 정열의 나폴리 (1976년)
- 대지진 (1974년)
- 세비지 (1973년)
- 명탐정 바나비 존즈 (1973년)
- 관계의 종말 (1973년)
- 샌프란시스코 수사반 (1972년)
- 후보자 (1972년)
- 샤크! (1969년)
- 닥터 게논 (1969년)
- 심야의 화랑 (1969년)
- 내일을 향해 달려라 (1969년)
- 비밀지령 (1968년)
- 0011 나폴레옹 솔로 (1968년)
- 벅스킨 (1968년)
- 아이언 사이드 (1967년)
- 캐넌 목장 (1967년)
- 헤로인 커넥션 (1966년)
- 마이 블러드 런스 콜드 (1965년)
- 흡혈귀 행성 (1965년) - 마크 마커리 선장 역
- 첩보원 0011 (1964년)
- 맨 인 더 미들 (1963년)
- 플로렌스에서 핀 사랑 (1962년)
- 벤 케이시 (1961년)
- 보난자 (1959년)
- 다른 시간 다른 장소 (1958년)
- 40정의 총 (1957년)
- 줄리 (1956년)
- 여왕벌 (1955년)
- 전략 공군 사령부 (1955년)
- 디즈니랜드 (1954년)
- 차이나 벤처 (1953년)
- 스커트 어호이 (1952년)
- 배드 앤 뷰티 (1952년)
- 미스터 임페리엄 (1951년)
- 그라운드 포 매리지 (1951년)
- 라이프 오브 허 원 (1950년)
- 낸시 리오 가다 (1950년)
- 텐션 (1950년)
- 애니 넘버 캔 플레이 (1949년)
- 스튜디오 원 (1948년)
- 사랑의 서광 (1944년)
- 그린 호넷 2 (1941년)